# Liste der Kulturdenkmale in Kleinbardau
In der Liste der Kulturdenkmale in Kleinbardau sind die Kulturdenkmale des Grimmaer Ortsteils Kleinbardau verzeichnet, die bis Juli 2024 vom Landesamt für Denkmalpflege Sachsen erfasst wurden (ohne archäologische Kulturdenkmale). Die Anmerkungen sind zu beachten.
Diese Aufzählung ist eine Teilmenge der Liste der Kulturdenkmale in Grimma.

## Kleinbardau
| Bild                                    | Bezeichnung                                                                                                   | Lage                                       | Datierung | Beschreibung | ID       |
| --------------------------------------- | --- | ------------------------------------------ | --- | --- | -------- |
| Direkt Bild zu diesem Denkmal hochladen | Wohnstallhaus eines Bauernhofes (Hof Schilling)                                                               | Kleinbardauer Hauptstraße 10 (Karte)       | Bezeichnet mit 1809 | Als einer der größten Höfe des Ortes von ortshistorischer Bedeutung, Zeugnis der baulichen Entwicklung im Ort im frühen 19. Jahrhundert, verputzter Fachwerkbau, baugeschichtlicher Wert. Zweigeschossig, Erdgeschoss massiv, Obergeschoss Fachwerk, verputzt, zwei Segmentbogenportale (gestufte Profilisierung) mit Schlussstein und Inschrift „JGF 1809“, Satteldach einseitig abgewalmt als Krüppelwalmdach, Fenstergewände im Erdgeschoss aus Porphyrtuff, ehemals mit Fensterläden, profilierte Holztraufe. | 09256893 |
| Direkt Bild zu diesem Denkmal hochladen | Wohnstallhaus eines ehemaligen Dreiseithofes                                                                  | Kleinbardauer Hauptstraße 16 (Karte)       | Bezeichnet mit 1816 | Putzbau mit Segmentbogenportal, Zeugnis der bäuerlichen Bau- und Lebensweise der 1. Hälfte des 19. Jahrhunderts, baugeschichtlich von Bedeutung. Zweigeschossig, massiv, verputzt, Krüppelwalmdach, Biberschwanzdeckung (Kronendeckung), Segmentbogenportal mit Kapitell und Schlussstein, bezeichnet mit „F 1816“, Tür- und Fenstergewände Naturstein (vermutlich Porphyrtuff). | 09257074 |
| Direkt Bild zu diesem Denkmal hochladen | Seitengebäude eines Dreiseithofes                                                                             | Kleinbardauer Hauptstraße 22 (Karte)       | 1. Hälfte 19. Jahrhundert | Straßenbildprägender Fachwerkbau, Zeugnis bäuerlicher Bau- und Lebensweise des 19. Jahrhunderts, baugeschichtlich von Bedeutung. Zweigeschossig, Erdgeschoss massiv (Bruchstein), Obergeschoss Fachwerk, Giebelseite im Erdgeschoss Holzgewände, Giebel verbrettert und ehemals verschiefert, zum Teil verputzt, hofseitig Ladeluke, Satteldach, Biberschwanzdeckung, bildet Dreiseithof mit Nummer 20. | 09258084 |
| Direkt Bild zu diesem Denkmal hochladen | Wohnstallhaus eines Dreiseithofes                                                                             | Kleinbardauer Hauptstraße 24 (Karte)       | 1. Hälfte 19. Jahrhundert | Fachwerkbau mit schön gegliedertem Giebel, von bauhistorischer Bedeutung. Zweigeschossig, Erdgeschoss massiv, Obergeschoss Fachwerk, Krüppelwalmdach, Biberschwanzdeckung, Türgewände Sandstein (fein profiliert), Fenstergewände Porphyrtuff, Holztraufe, bildet Dreiseithof mir Nummer 26. | 09257838 |
| Weitere Bilder                          | Meilenstein                                                                                                   | Kleinbardauer Hauptstraße 27 (vor) (Karte) | 1. Hälfte 19. Jahrhundert | Königlich-Sächsischer Meilenstein, verkehrsgeschichtlich von Bedeutung. Meilenstein aus Sandstein, oben abgerundet und profiliert, zur Hälfte im Gehweg versenkt, verwittert. | 09257837 |
|                                         | Kirche mit Ausstattung, Kirchhof mit Einfriedung und Kriegerdenkmal für die Gefallenen des Ersten Weltkrieges | Kleinbardauer Kirchstraße (Karte)          | Bezeichnet mit 1288 (Datierung ist umstritten), später überformt (Kirche); wohl 2. Hälfte 17. Jahrhundert (Kanzel); 1733 (Altar); 1782 (Orgel); 1871 (Felderdecke) | Romanische Saalkirche mit eingezogenem Chor und Westturm, baugeschichtliche und ortshistorische Bedeutung. - Kirche (Westportal bezeichnet mit 1288 oder 1788): eingeschossig, massiv, verputzt, Westturm mit Rundbogenportal mit Inschrift am Gewände, Saal mit Satteldach, Chor auf rechteckigem Grundriss, einseitig abgeschleppt, Porphyrtuffgewände, Westturm mit Satteldach (Kupferdeckung) und Kegeldach, Einfriedung: Bruchsteinmauer, quadratischer Torpfeiler, zum Teil verputzt - Kriegerdenkmal: Stele auf rechteckigem Grundriss, flacher pyramidaler Abschluss, Inschrift: „1914–1918 Unseren Helden“ vor den Namen der Gefallenen, an Rückseite: „Saat auf Hoffnung“ und Relief: Eisernes Kreuz - ummauerter Kirchhof als Umgebung einer Dorfkirche - Einfriedung: umlaufend Bruchsteinmauer, verputzt, Abdeckung ebenfalls verputzt. Eingänge von Norden und Süden (gemauerte und verputzte Pylone, Stahlstabtore) - große Linde (Stammdurchmesser 100 cm) nahe dem Westturm von ortsbildprägender Bedeutung, weitere Linde am nördlichen Zugang - lockere Gräberbelegung (Rasen), leichte Bodenbewegung - Nebengebäude (Leichenhalle). Zugangsweg zwischen Eingängen und Kirche mit wassergebundener Decke (grau) befestigt | 09256997 |
| Direkt Bild zu diesem Denkmal hochladen | Wohnstallhaus, Seitengebäude und Hofpflaster eines Vierseithofes                                              | Kleinbardauer Kirchstraße 3 (Karte)        | Im Kern Mitte 19. Jahrhundert (Wohnstallhaus); Umbau bezeichnet mit 1920 (Wohnstallhaus)                                                                           | Interessantes Beispiel für den Umbau eines Bauernhofes in städtischen Architekturformen, bau- und ortsentwicklungsgeschichtlich von Bedeutung | 09303098 |
| Direkt Bild zu diesem Denkmal hochladen | Zwei Seitengebäude eines Vierseithofes                                                                        | Kleinbardauer Kirchstraße 7 (Karte)        | 1. Hälfte 19. Jahrhundert | Fachwerkbauten, baugeschichtliche Bedeutung. - südliches Seitengebäude: zweigeschossig, Erdgeschoss massiv, Obergeschoss freiliegendes Fachwerk, Krüppelwalmdach, insgesamt erneuert, Stirnseite im Erdgeschoss für Wintergarten geöffnet - nördliches Seitengebäude: zweigeschossig, Erdgeschoss massiv, Obergeschoss Fachwerk, verputzt, Satteldach | 09300980 |
| Direkt Bild zu diesem Denkmal hochladen | Wohnhaus eines Bauernhofes                                                                                    | Zur Alten Schmiede 4 (Karte)               | Um 1830 | Obergeschoss Fachwerk und Segmentbogenportal, straßenbildprägender Fachwerkbau des 19. Jahrhunderts, baugeschichtlich von Bedeutung. Zweigeschossig, Erdgeschoss massiv, Obergeschoss Fachwerk, Giebel massiv, Segmentbogenportal mit Schlussstein, bezeichnet mit „GF“, Porphyrtufffenster- und Türgewände, Satteldach, Doppelmuldenfalzziegel. | 09258813 |
| Weitere Bilder                          | Eisenbahnbrücke                                                                                               | Zur Alten Schmiede 24 (bei) (Karte)        | 1920–1937 | Bogenbrücke mit Segmentbogen und Brückenwangen in Zyklopen- und Quadermauerwerk der Bahnstrecke Borna–Großbothen (Querbahn, 6916; sä. BGr), eisenbahn- und verkehrsgeschichtlich von Bedeutung. Eisenbahnbrücke mit Segmentbogen über Straßendurchfahrt, Brücke und Brückenwangen Zyklopen- und Quadermauerwerk (Beuchaer Granit), Abdeckplatten Kunststein. | 09259980 |

## Tabellenlegende
- Bild: Bild des Kulturdenkmals, ggf. zusätzlich mit einem Link zu weiteren Fotos des Kulturdenkmals im Medienarchiv Wikimedia Commons. Wenn man auf das Kamerasymbol klickt, können Fotos zu Kulturdenkmalen aus dieser Liste hochgeladen werden:
- Bezeichnung: Denkmalgeschützte Objekte und ggf. Bauwerksname des Kulturdenkmals
- Lage: Straßenname und Hausnummer oder Flurstücknummer des Kulturdenkmals. Die Grundsortierung der Liste erfolgt nach dieser Adresse. Der Link (Karte) führt zu verschiedenen Kartendiensten mit der Position des Kulturdenkmals. Fehlt dieser Link, wurden die Koordinaten noch nicht eingetragen. Sind diese bekannt, können sie über ein Tool mit einer Kartenansicht einfach nachgetragen werden. In dieser Kartenansicht sind Kulturdenkmale ohne Koordinaten mit einem roten bzw. orangen Marker dargestellt und können durch Verschieben auf die richtige Position in der Karte mit Koordinaten versehen werden. Kulturdenkmale ohne Bild sind an einem blauen bzw. roten Marker erkennbar.
- Datierung: Baubeginn, Fertigstellung, Datum der Erstnennung oder grobe zeitliche Einordnung entsprechend des Eintrags in der sächsischen Denkmaldatenbank
- Beschreibung: Kurzcharakteristik des Kulturdenkmals entsprechend des Eintrags in der sächsischen Denkmaldatenbank, ggf. ergänzt durch die dort nur selten veröffentlichten Erfassungstexte oder zusätzliche Informationen
- ID: Vom Landesamt für Denkmalpflege Sachsen vergebene, das Kulturdenkmal eindeutig identifizierende Objekt-Nummer. Der Link führt zum PDF-Denkmaldokument des Landesamtes für Denkmalpflege Sachsen. Bei ehemaligen Kulturdenkmalen können die Objektnummern unbekannt sein und deshalb fehlen bzw. die Links von aus der Datenbank entfernten Objektnummern ins Leere führen. Ein ggf. vorhandenes Icon  führt zu den Angaben des Kulturdenkmals bei Wikidata.